# Братьякасы
Братьякасы́ (чув. Пратьякас Енӗш) — деревня в Канашском районе Чувашской Республики. Входит в состав Ямашевского сельского поселения.

## География
Находится в центральной части Чувашии, на расстоянии приблизительно 20 км по прямой на северо-запад от районного центра города Канаш.

## История
Известна с 1859 года как околоток деревни Янишева (ныне село Янишево Вурнарского района) с 39 дворами и 206 жителями. В 1906 году было 70 дворов, 305 жителей, в 1926 — 68 дворов, 347 жителей, в 1939—390 жителей, в 1979—389. В 2002 году было 90 дворов, в 2010 — 67 домохозяйств В 1931 был образован колхоз «Звезда», в 2010 году действовало ООО"Нектар".

## Население
Постоянное население составляло 236 человек (чуваши 99 %) в 2002 году, 208 в 2010.